# Hippopsis apicalis
Hippopsis apicalis es una especie de escarabajo longicornio del género Hippopsis, tribu Agapanthiini, subfamilia Lamiinae. Fue descrita científicamente por Bates en 1866.

## Descripción
Mide 9-15 milímetros de longitud.

## Distribución
Se distribuye por Bolivia, Brasil, Ecuador y Guayana Francesa.